# أغاف أمريكي

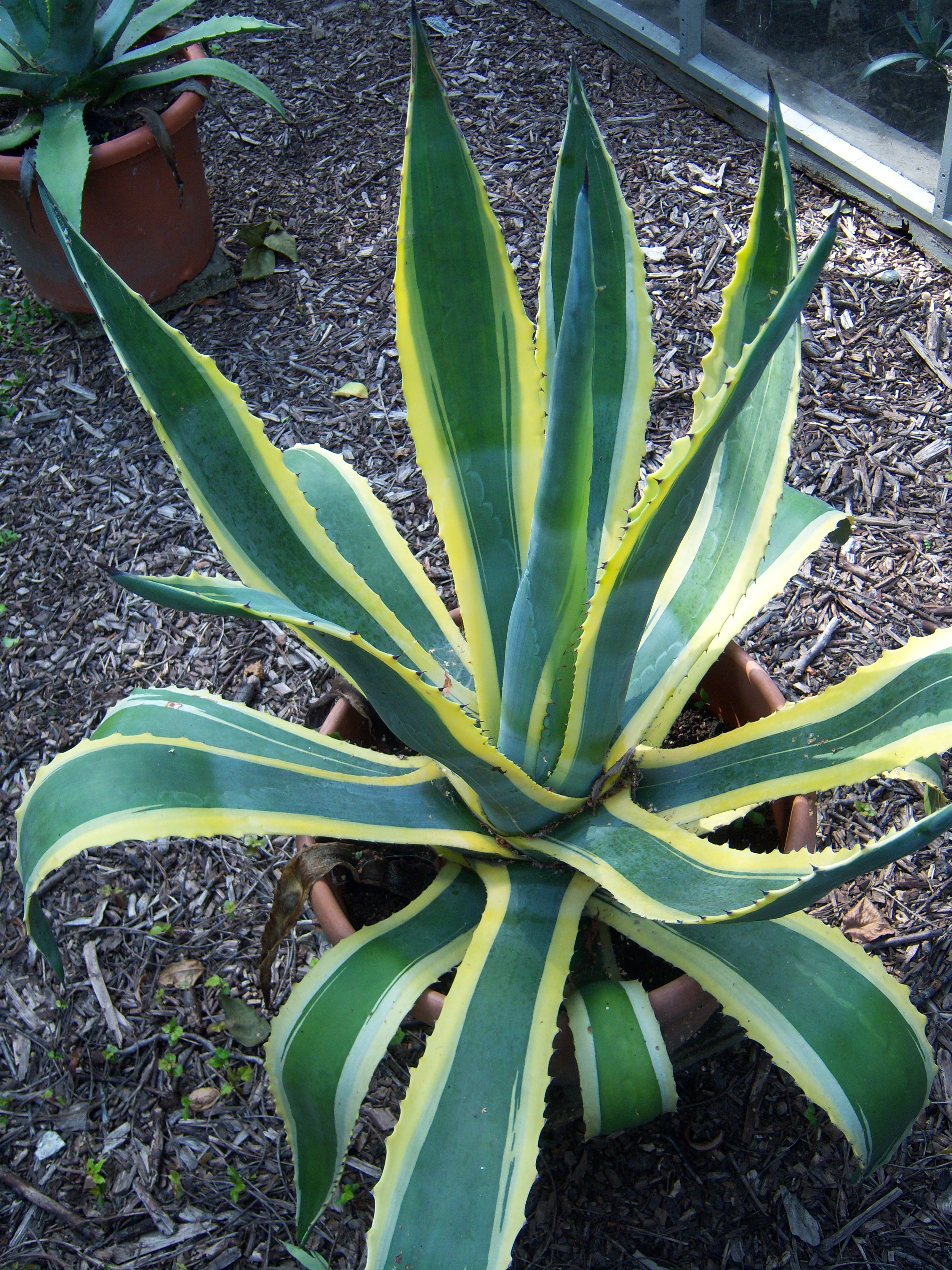

الأغاف الأمريكي أو الصبار الأمريكي (الاسم العلمي: Agave americana) هو نوع من النباتات يتبع جنس الأغاف من الفصيلة الهليونية. ويستوطن المكسيك والولايات المتحدة الأمريكية، في ولايات نيوميكسكو، أريزونا، و تكساس. وحالياً يُزرع عالمياً كنبات للزينة. واستوطن مناطق عديدة لم يكن فيها، كالهند الغربية، وأجزاء من أمريكا الجنوبية، وجنوب حوض البحر المتوسط، وأجزاء من أفريقيا، والهند، والصين، وتايلند، وأستراليا والمملكة العربية السعودية.

## الوصف
تعيش هذه النبتة من 10 إلى 30 سنة. وتنتشر حوالي 1.8-3.0 متر، ولها أوراق رمادية-خضراء يصل طولها من 0.9-1.5 متر وعرضها إلى 300سم، كل ورقة بها حواف من الشوك ومسمار حاد في الرأس يمكنه الثقب بعمق. وعندما تقترب نهاية عمر النبات يقوم بإرسال ساق طويلة متفرعة مُحملة بالكثير من الأزهار الصفراء، والتي يمكن أن يصل طولها من 8-9 متر. وللنبات مقاومة للترب الملحية الفقيرة، والجفاف، والحرارة. 

## انظر أيضًا

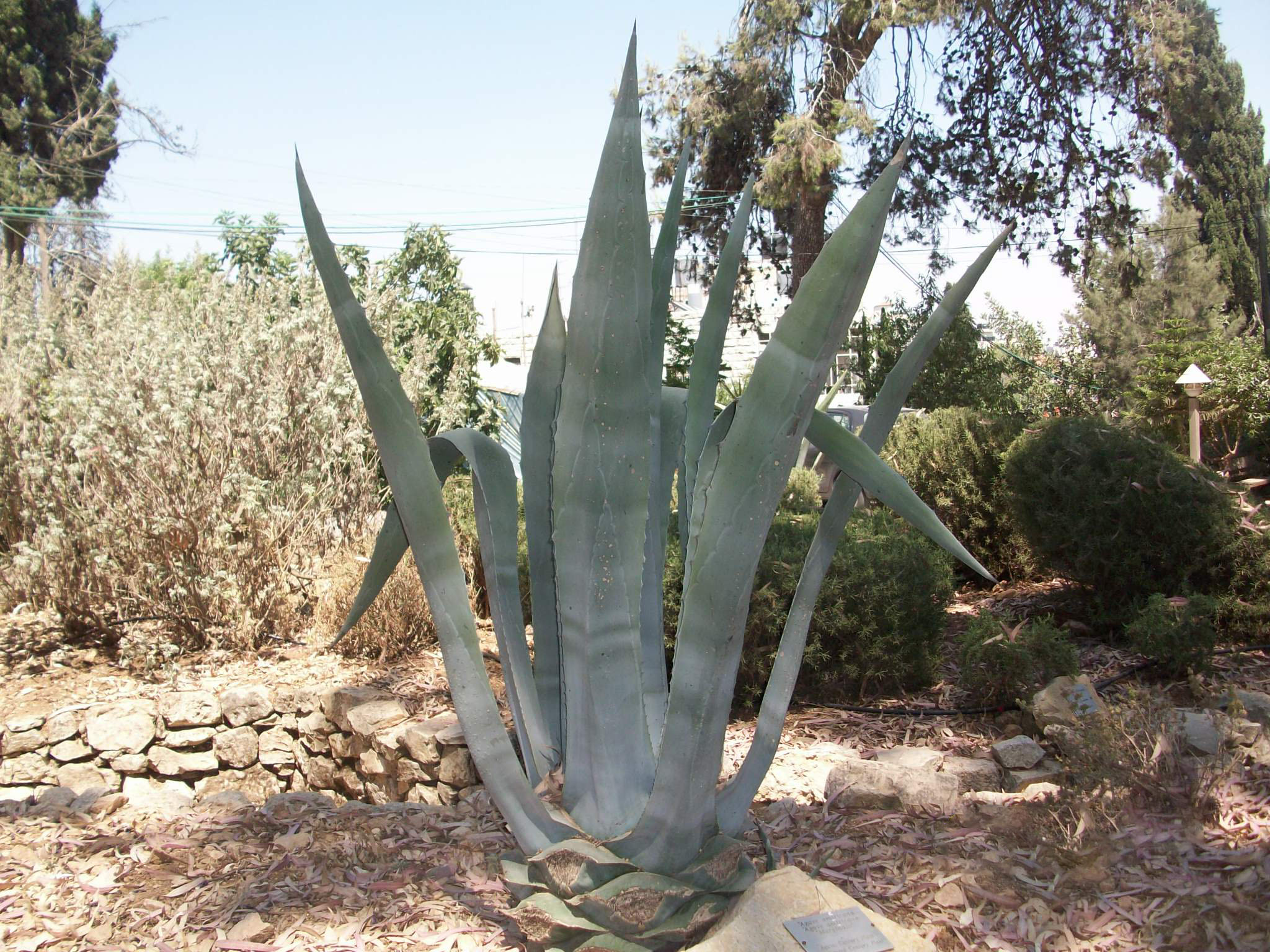
صبار من نوع أجاف أمريكي في فلسطين